# Cooperstown (New York)

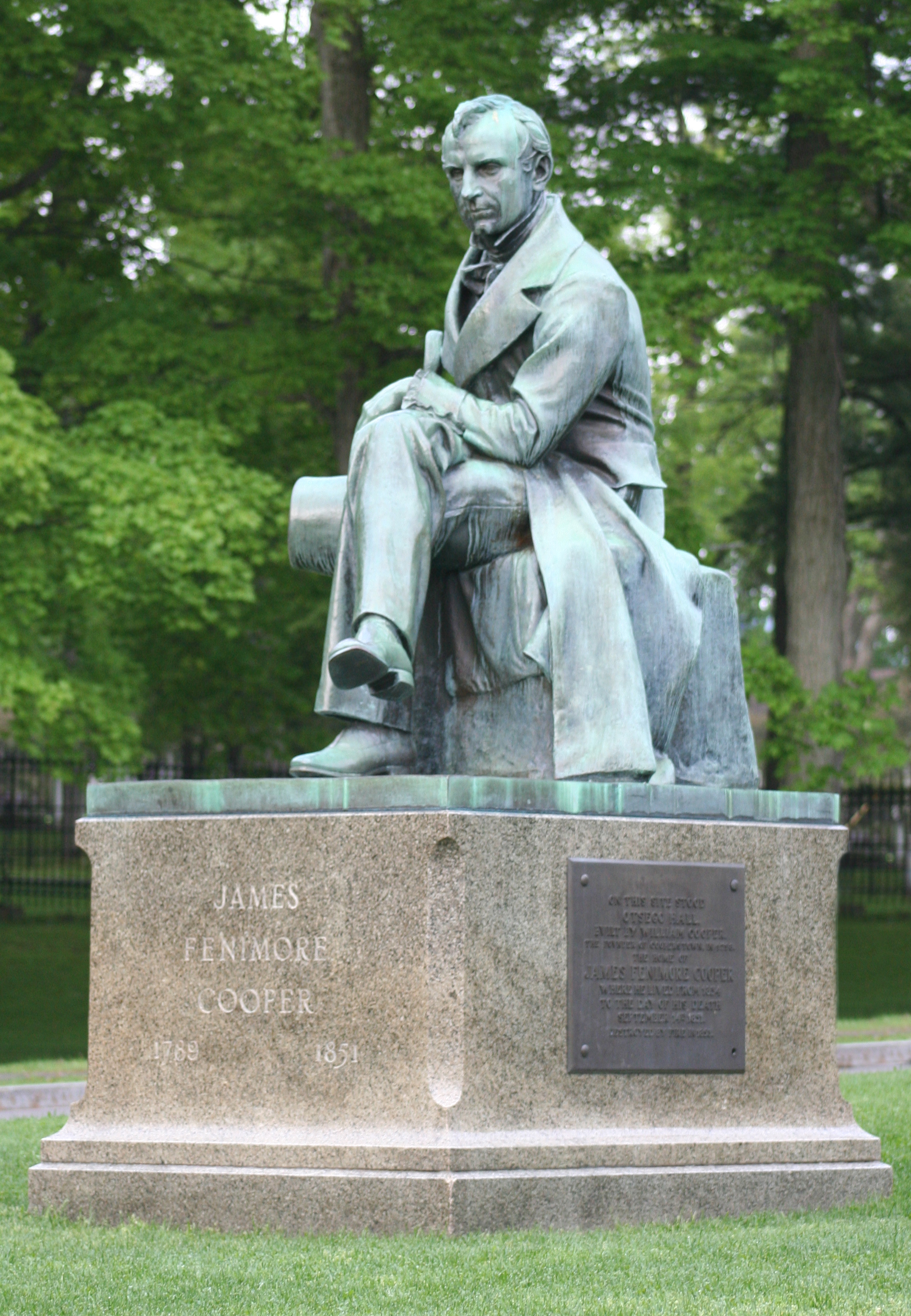
Statua dedicata a James Fenimore Cooper a Cooperstown

Cooperstown è un villaggio di circa 2 200 abitanti dello stato di New York, nel nord-est degli Stati Uniti d'America, facente parte della contea di Otsego (di cui è il capoluogo) e situato lungo le sponde del lago Otsego.
Località di villeggiatura, il villaggio è noto come il luogo di nascita del baseball, oltre che per essere stato il luogo di ambientazione di vari racconti di James Fenimore Cooper.

## Geografia fisica
Cooperstown si trova nella parate centro-meridionale dello stato di New York, a sud del corso del fiume Mohawk e tra le località di Utica e Schenectady (rispettivamente a sud-est della prima e a sud-ovest della seconda).

## Storia
Cooperstown fu fondata nel 1786.
Agli inizi del XIX secolo, Cooperstown divenne una popolare località di villeggiatura sul lago Otsego.

## Monumenti e luoghi d'interesse
- Palazzo di Giustizia della contea di Otsego

## Cultura

### Musei

#### National Baseball Hall of Fame
Al baseball è dedicato un museo in loco, il National Baseball Hall of Fame, fondato nel 1939.

#### Fenimore Art Museum
Un altro museo di Cooperstown è il Fenimore Art Museum, dove sono esposti vari manufatti dei nativi americani.

#### Farmer's Museum
Vicino al Fenimore Art Museum, si trova il Farmer's Museum, uno dei più antichi musei all'aperto degli Stati Uniti, dedicato alla vita dei contadini locali nel XIX secolo. Conserva anche il Gigante di Cardiff.

### Musica
Il Glimmerglass Festival è una compagnia d'opera americana. Fondata nel 1975 da Peter Macris, il Glimmerglass Festival presenta una stagione annuale di opere all'Alice Busch Opera Theater sul Lago Otsego, tredici km a nord di Cooperstown.